# Ribeira Grande de Santiago
Concelho de Ribeira Grande de Santiago är en kommun i Kap Verde. Den ligger i den södra delen av landet, 16 km väster om huvudstaden Praia. Antalet invånare är 8 323. Arean är 137 kvadratkilometer. Concelho de Ribeira Grande de Santiago ligger på ön Santiago. Concelho de Ribeira Grande de Santiago gränsar till Concelho de Santa Catarina, Concelho de São Salvador do Mundo, São Lourenço dos Órgãos, Concelho de São Domingos och Praia. 
Terrängen i Concelho de Ribeira Grande de Santiago är kuperad.
Följande samhällen finns i Concelho de Ribeira Grande de Santiago:
- Cidade Velha

Trakten runt Concelho de Ribeira Grande de Santiago består till största delen av jordbruksmark. Runt Concelho de Ribeira Grande de Santiago är det tätbefolkat, med 266 invånare per kvadratkilometer.